# Комаров, Константин Маркович
Константин Маркович Комаров (род. 15 марта 1988, Свердловск) — русский поэт, литературовед, литературный критик. Член Союза российских писателей.

## Биография
Выпускник филологического факультета Уральского федерального университета им. Б. Н. Ельцина (бывший УрГУ им. А. М. Горького), кандидат филологических наук. Диссертацию на тему «Текстуализация телесности в послереволюционных поэмах В. В. Маяковского» защитил в 2014 году.
Автор литературно-критических статей в журналах «Урал», «Вопросы литературы», «Новый мир», «Знамя», «Октябрь», «Нева» и др. Лауреат премии журнала «Урал» за литературную критику (2010). Дважды входил в шорт-лист премии «Дебют» в номинации «эссеистика» (2013, 2014).
Участник форумов молодых писателей России и стран СНГ в Липках (2010—2016). Несколько лет вёл литературную студию в Уральском государственном горном университете.
Стихи публиковались в журналах «Урал», «Бельские просторы», «Нева», «Звезда», других журналах, «Антологии современной уральской поэзии». Участник и лауреат нескольких поэтических фестивалей.
Сфера научных интересов — творчество В. В. Маяковского, поэзия Серебряного века, современная литература. Член Союза российских писателей. 

### Публикации Константина Комарова
- Стихи // Уральский следопыт. 2008. № 1;
- Стихи // Урал. 2009, № 4;
- Одни под одеялом. Стихи. Екатеринбург, 2010;
- Я все дружней не с запятой, а с точкой. Стихи // Урал, 2011, № 2;
- Аккорды кондора. Стихи // Бельские просторы. 2011. № 7.

### Статьи
- Рассеивание волшебства. О поэзии Александра Кушнера // Вопросы литературы. 2011. № 4;
- Сольная партия // Новый мир. 2011. № 10;
- Что нам Бажов? Что мы Бажову?.. Размышления об одной литературной премии // Урал. 2012. № 1;
- Нужно, чтоб была звезда. Стихи // Урал. 2012. № 4;
- Комаров, К. М. «Молодость» и «детство» в поэзии В. Маяковского / К. М. Комаров // Актуальные проблемы филологии : материалы Международной научно.-практической конференции молодых ученых. — Екатеринбург : Уральский гос. пед. ун-т, 2013 — С. 88-89.
- Комаров, К. М. «Так говорил Заратустра» и трагедия «Владимир Маяковский»: ницшеанские мотивы и их художественное преломление в трагедии Маяковского / К. М. Комаров // Новые горизонты: сб. ст. стипендиатов Оксфордского российского фонда. — Вып. 2. — Тюмень : Вектор Бук, 2011. — С. 145—154.
- Комаров, К. М. Модификации «телесности» в раннем творчестве В. Маяковского / К. М. Комаров // Научное обозрение: гуманитарные исследования. — М., 2013. — № 12. — С. 29-35.
- Комаров, К. М. Владимир Новиков. Александр Блок / К. М. Комаров // Вопросы литературы. — М. , 2012. — № 3. — С. 496—499.
- Перспективное сусло. Антон Задорожный. Мы никогда не умрём. // Урал. 2020. № 5.

#### Книги
- На ощупь иду. Стихи. Екатеринбург, 2008;
- От времени вдогонку: Екатеринбург, 2012;
- Безветрие: СПб., 2013;
- Невеселая личность: Екатеринбург — Москва, изд-во «Кабинетный ученый», 2016

Интервью
- Константин Комаров: «Ошибка критика — необходимый компонент игры»[1] (Textura, 2020).

## Премии
- Лауреат премии журнала «Урал» за литературную критику (2010);
- Финалист премии «Дебют» в номинации «эссеистика» (2013);
- Лауреат премии журнала «Дети Ра» (2016);
- Финалист и обладатель спецприз от Издательского дома «Аргументы и факты» в рамках премии «Лицей» (2021)[2].